# Ракијада „Парастос дуду"
Ракијада „Парастос дуду" односно Ковиљска ракијада је традиционална гастрономска такмичарско ревијална манифестација, регионалног карактера, која се од 1996. године организује у Ковиљу. Манифестација се организује са идејом промоције и очувања традиције производње ракије на тлу Војводине, стављајући у први план традиционалну производњу ракије од дуда, познатије као дудара, дудињача или дудовача, карактеристичне за војвођанско поднебље. 
Сама манифестација, поред ракије, настоји да сачува и промовише традиционалне војвођанске вредности, обичаје и производе, организујући разноврсан културно-уметнички програм, туристичке обиласке Ковиља и околних знамености.
Поред тога, у оквиру манифестације, сваке године се организује главно такмичење и дегустација ракије које спремају људи из Ковиља, али и из целе Србије и региона. 
Ван главног тамичења у припреми ракије, ту су различити такмичарски програми традиционалних војвођанских вештина, тако се сваке године организују тамичење у прављењу најбоље штрудле, кувању рибље чорбе, тамичење у пецању, вожењу фијакера, чамаца и друга такмичења.